# Mahalina
Mahalina är en ort i Madagaskar.   Den ligger i regionen Diana, i den norra delen av landet, 700 km norr om huvudstaden Antananarivo. Antalet invånare är 2 217.
Terrängen runt Mahalina är platt söderut, men åt nordost är den kuperad. Havet är nära Mahalina åt sydväst.  Det finns inga andra samhällen i närheten. Omgivningarna runt Mahalina är en mosaik av jordbruksmark och naturlig växtlighet.